# Franz Ludwig Teufel
Franz Ludwig Teufel (* 5. Februar 1848 in Donaueschingen; † 19. April 1884 in Karlsruhe) war ein deutscher klassischer Philologe, Orientalist und Bibliothekar.

## Leben
Teufel war der Sohn des erzbischöflichen Architekten Franz Teufel. Er besuchte das Gymnasium in Donaueschingen und nach dem Umzug der Familie 1864 das Gymnasium in Freiburg im Breisgau. Ab 1868 studierte er in Freiburg Klassische Philologie, einer seiner Lehrer war Wilhelm Brambach. 1872 wurde er promoviert und ging anschließend als Assistent an die Universitätsbibliothek Freiburg. 1873 folgte er seinem Lehrer Brambach nach Karlsruhe und begann als Hilfsarbeiter in der dortigen Hofbibliothek. Hier beschäftigte er sich auch mit dem Studium des Orients, der orientalischen Sprachen und Geschichte und plante, eine Geschichte Persiens unter den Safawiden zu verfassen. Kurz vor seinem Tod waren auch die Verhandlungen über seine Habilitation zum Abschluss gekommen. Teufel starb plötzlich an einem Gehirnschlag.

## Schriften
- De Catulli, Tibulli, Propertii vocibus singularibus. Lehmann, Freiburg im Breisgau 1872 (Freiburg i. Br., Univ., Diss., 1872; Digitalisat).